# II Premis Días de Cine
Els II Premis Días de Cine foren atorgats pel programa de televisió Días de cine el 21 de gener de 2015. Els premis no tenen assignació econòmica, però no descarten «tenir-la en un futur». Als sis premis inicials (millor pel·lícula, millor actor i millor actriu espanyol i estranger) es van afegir tres premis més: al millor documental, el premi Somos Cine a produccions de RTVE i el premi del públic. L'entrega es va fer a la Cineteca del Matadero Madrid presidida per Elena Sánchez Sánchez, presentadora del programa.

## Premiats
| Categoria                    | Premiat                | Labor premiada                           |
| ---------------------------- | ---------------------- | ---------------------------------------- |
| Millor documental            | L'Image manquante      | Rithy Panh                               |
| Millor pel·lícula espanyola  | La isla mínima         | Alberto Rodríguez Librero                |
| Millor pel·lícula estrangera | Boyhood                | Richard Linklater                        |
| Millor actriu espanyola      | Natalia Tena           | 10.000 km                                |
| Millor actriu estrangera     | Jessica Chastain       | The Disappearance of Eleanor Rigby: Them |
| Millor actor espanyol        | Javier Gutiérrez       | La isla mínima                           |
| Millor actor estranger       | Philip Seymour Hoffman | A Most Wanted Man                        |
| Premi Somos Cine             | 10.000 km              | Carlos Marqués-Marcet                    |
| Premi del Públic             | La isla mínima         | Alberto Rodríguez Librero                |